# 毛麟球柱草
毛麟球柱草（学名：Bulbostylis puberula）为莎草科球柱草属下的一个种。

## 扩展阅读
- 維基物種上的相關：毛麟球柱草